# Jacques Rozier
Jacques Rozier (París, 10 de noviembre de 1926-2 de junio de 2023) fue un director de cine francés.

## Trayectoria
Tras estudiar cine en el IDHEC, Rozier trabajó como asistente de televisión y realizó en la década de 1950 cortos que han sido considerados precursores del estilo de los cineastas de la Nouvelle vague, como Rentrée des classes (1956) y Blue Jeans (1958). Asimismo, se considera que su primer largo, Adieu Philippine (1962), es representativo de la estética dicho grupo de cineastas; Rozier fue apoyado por el más influyente de ellos, Jean-Luc Godard.
Pese a su éxito con Adieu Philippine, Rozier tuvo que esperar años para rodar Du côté d'Orouët (1973); más tarde, dirigió Les Naufragés de l'île de la Tortue (1976) y Maine Océan (1986). Sus filmes fueron mal distribuidos, pese a su éxito de crítica. Jean Eustache, de trayectoria fallida asimismo, le consideraba uno de los pocos cineastas valiosos, junto con Maurice Pialat.

## Filmografía
- 1962 : Adieu Philippine
- 1964 : Cinéastes de notre temps: Jean Vigo
- 1973 : Du côté d'Orouët
- 1976 : Les Naufragés de l'île de la Tortue
- 1986 : Maine Océan
- 1990 : Joséphine en tournée (TV)
- 2001 : Fifi Martingale
- 2007 : Le Perroquet parisien (rodaje interrumpido)

## Cortos
- 1947 : Une épine au pied
- 1956 : Rentrée des classes
- 1958 : Blue Jeans
- 1962 : Dans le vent
- 1963 : Paparazzi
- 1966 : Roméos et Jupettes
- 1972 : Vive le cinéma (TV)
- 1973 : Les Aoûtiens
- 1975 : Nono Nenesse (inconcluso)
- 1978 : Marketing mix (TV)
- 1983 : Lettre de la Sierra Morena (TV)
- 1984 : Oh, oh, oh, jolie tournée (vídeo)
- 1985 : Maine-Océan Express
- 1989 : L'Opéra du roi (vídeo)
- 1991 : Revenez, plaisirs exilés (vídeo)
- 1995 : Comment devenir cinéaste sans se prendre la tête
- 2008 : Supplément au voyage en terre “philippine”

## Escritos
- Jacques Rozier y Jacques Morice, «French cancan», Cahiers du cinéma («100 films pour une vidéothèque»), 17, XII 1993
- Jacques Rozier, «Jacques Rozier», Cahiers du cinéma, 400, X 1987
- Jacques Rozier, «La Marseillaise», Cahiers du cinéma, 482, VII-VIII 1994
- Jacques Rozier, «Nouvelle contribution à la légende de Jacques Rozier», Cahiers du cinéma, 563, XII 2001